# Paul Stanley

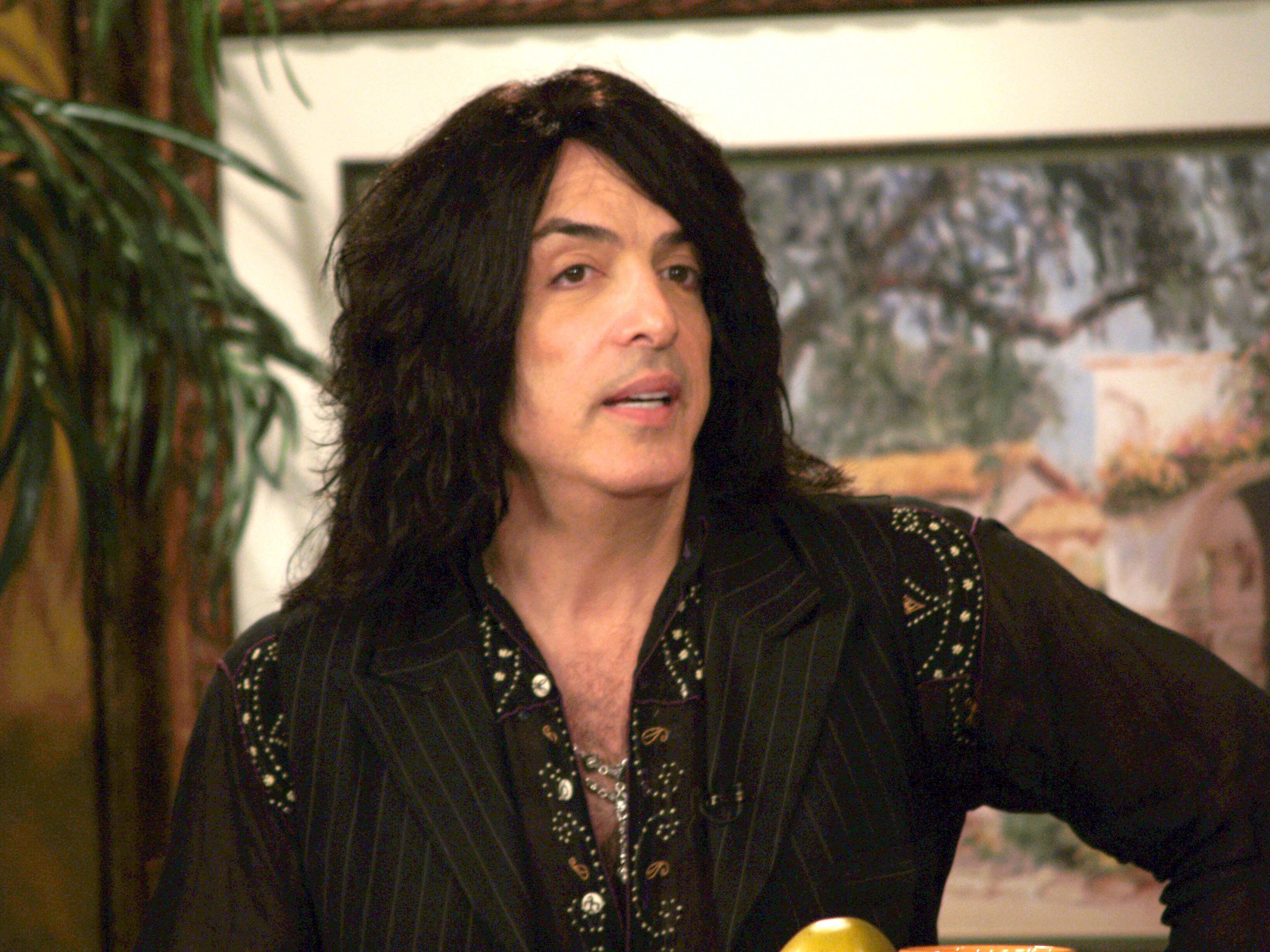
Stanley

Paul Stanley, właśc. Stanley Bert Eisen (ur. 20 stycznia 1952 w Nowym Jorku) – amerykański muzyk rockowy.
Współzałożyciel, gitarzysta i wokalista glam/hardrockowej grupy Kiss. Autor m.in. utworów: „Rock and Roll All Nite”, „Hard Luck Woman”, „I Was Made for Lovin’ You” i „Forever”. W 2004 z Ace’em Frehleyem został sklasyfikowany na 14. miejscu listy 100 najlepszych gitarzystów heavymetalowych wszech czasów według magazynu „Guitar World”, a w 2006 zajął 18. miejsce na liście 100 najlepszych wokalistów wszech czasów według Hit Parader.

## Życiorys
Urodził się na Manhattanie jako dziecko żydowskich powojennych emigrantów z Niemiec. Jego matka Eva (z domu Jontof-Hutter) urodziła się w Berlinie i pochodziła z niemieckiej rodziny żydowskiej, która uciekła z nazistowskich Niemiec do Amsterdamu, a następnie do Nowego Jorku. Rodzice jego ojca byli polskimi Żydami.
Na początku działalności muzycznej grał w zespole Rainbow (nie chodzi jednak o zespół Rainbow Ritchiego Blackmore’a; zbieżność nazw jest przypadkowa) i Uncle Joe, utrzymując się w tym samym czasie z pracy jako nowojorski taksówkarz. We wczesnych latach 70. poznał Gene’a Simmonsa na prywatce u ich wspólnego kolegi. Wspólnie założyli zespół Wicked Lester, do którego składu wkrótce dołączyli Peter Criss na perkusji i Ace Frehley na gitarze solowej. Z inicjatywy Stanleya grupa zmieniła nazwę na Kiss. Od początku istnienia zespołu jest jego liderem i prowadzi wszystkie jego występy, utrzymując w przerwach między utworami charakterystyczne konwersacje z publicznością. Komponuje większość piosenek i wyróżnia się szczególną aktywnością artystyczną.
W 1978 wydał debiutacki solowy album studyjny. 24 października wydał album pt. Live to Win, a tytułowy utwór z płyty został użyty w ścieżce dźwiękowej serialu South Park. W 2015 założył Paul Stanley's Soul Station. 
Od 2006 zajmuje się również malarstwem i sztuką współczesną. Prowadzi własną galerię sztuki. 
Przeszedł kilkakrotnie operacje stawu biodrowego, który, jak sam tłumaczy, nadwerężył i zniszczył, uczestnicząc i prowadząc tysiące koncertów KISS w latach 1973–2011. Był dwukrotnie żonaty i ma czwórkę dzieci.

## Publikacje
- Face the Music: A Life Exposed, 2014, HarperOne, ISBN 978-0-06-211404-4.

## Dyskografia
Albumy solowe
| Paul Stanley                | - Data: 18 września 1978 - Wydawca: Casablanca Records   | 40 | –  | –  | –  | –  | - USA: platynowa płyta - CAN: złota płyta |
| Live To Win                 | - Data: 24 października 2006 - Wydawca: New Door Records | 53 | 49 | 36 | 30 | 71 |                                           |
| „–” album nie był notowany. |                                                          |    |    |    |    |    |                                           |

## Filmografia
| Rok  | Tytuł                                                                                 | Rola                 | Reżyser                            |
| ---- | ------------------------------------------------------------------------------------- | -------------------- | ---------------------------------- |
| 1978 | Grupa KISS walczy z fantomem (KISS Meets the Phantom of the Park, TV)                 | „Star Child”         | Gordon Hessler                     |
| 1988 | The Decline of Western Civilization Part II: The Metal Years (film dokumentalny)      | w roli samego siebie | Penelope Spheeris                  |
| 1997 | Action League Now!!: Rock-A-Big-Baby (animowany film krótkometrażowy)                 | w roli samego siebie | Tim Hill                           |
| 1998 | Millennium – odc. ...Thirteen Years Later (serial telewizyjny)                        | Lew Carroll          | Thomas J. Wright                   |
| 1999 | Detroit Rock City (film komediowy)                                                    | w roli samego siebie | Adam Rifkin                        |
| 2001 | Porn Star: The Legend of Ron Jeremy (film dokumentalny)                               | w roli samego siebie | Scott J. Gill                      |
| 2005 | Rockin’ the Corps: An American Thank You (film dokumentalny)                          | w roli samego siebie | Daniel E. Catullo, Lawrence Jordan |
| 2010 | Rush: Beyond the Lighted Stage (film dokumentalny)                                    | w roli samego siebie | Sam Dunn, Scot McFadyen            |
| 2014 | Glad All Over: The Dave Clark Five and Beyond (film dokumentalny)                     | w roli samego siebie | Dave Clark                         |
| 2015 | Forever and a Day (film dokumentalny)                                                 | w roli samego siebie | Katja von Garnier                  |
| 2015 | Scooby-Doo i Kiss: Straszenie na scenie (Scooby-Doo! and Kiss: Rock and Roll Mystery) | w roli samego siebie | Spike Brandt, Tony Cervone         |
| 2015 | You Wanted the Best... You Got the Best: The Official Kiss Movie (film dokumentalny)  | w roli samego siebie | Alan G. Parker                     |
| 2016 | Dlaczego on? (Why Him?)                                                               | w roli samego siebie | John Hamburg                       |